# Hoàng Tiến Tùng
Hoàng Tiến Tùng (sinh 1962) là một sĩ quan cấp cao trong Quân đội nhân dân Việt Nam, hàm Thiếu tướng, hiện đang giữ chức Phó Chủ nhiệm Tổng cục Kỹ thuật (2018-nay).

## Tiểu sử
Hoàng Tiến Tùng sinh ngày 24 tháng 3 năm 1962 tại tỉnh Hưng Yên.
Từ năm 1980 đến năm 1985, học viên Trường Cao đẳng Hải quân Bacu ngành Vũ khí
Từ năm 1985 đến năm 1988, công tác tại Quân chủng Hải quân
Từ năm 1988 đến năm 1993 học viên cao học Trường Đại học Hải Phòng
Từ năm 1993 đến năm 1997, Trợ lý Phòng Quân lực, Bộ Tham mưu, Quân chủng Hải quân
Từ năm 1997 đến năm 1999, học chỉ huy tham mưu chiến dịch chiến lược tại Học viện Quốc phòng
Từ năm 2000 đến năm 2003, giữ chức Phó Trưởng phòng Quân lực, Bộ Tham mưu, Quân chủng Hải quân
Tư năm 2003 đến năm 2005, giữ chức Phó Chủ nhiệm Kỹ thuật, Vùng 3, Quân chủng Hải quân
Từ năm 2005 đến năm 2007, giữ chức Phó Trưởng phòng Quân khí, Cục Kỹ thuật, Quân chủng Hải quân
Từ năm 2007 đến năm 2010, giữ chức Trưởng phòng Quân khí, Cục Kỹ thuật, Quân chủng Hải quân
Từ năm 2010 đến năm 2013, giữ chức Phó Chủ nhiệm Kỹ thuật, Quân chủng Hải quân
Từ năm 2013 đến năm 2018, giữ chức Phó Tham mưu trưởng Tổng cục Kỹ thuật, Bí thư Đảng ủy Bộ Tham mưu.
Từ năm 2018 đến năm 2002, giữ chức Phó Chủ nhiệm Tổng cục Kỹ thuật
Tháng 3 năm 2022, ông nghỉ chờ hưu.

## Lịch sử thụ phong quân hàm
Trung úy (1985), Thượng úy (1988), Đại úy (1991)
Thiếu tá (1995), Trung tá (1999), Thượng tá (2003), Đại tá (2007)
Thiếu tướng (02.2019)